# Бретонская марка

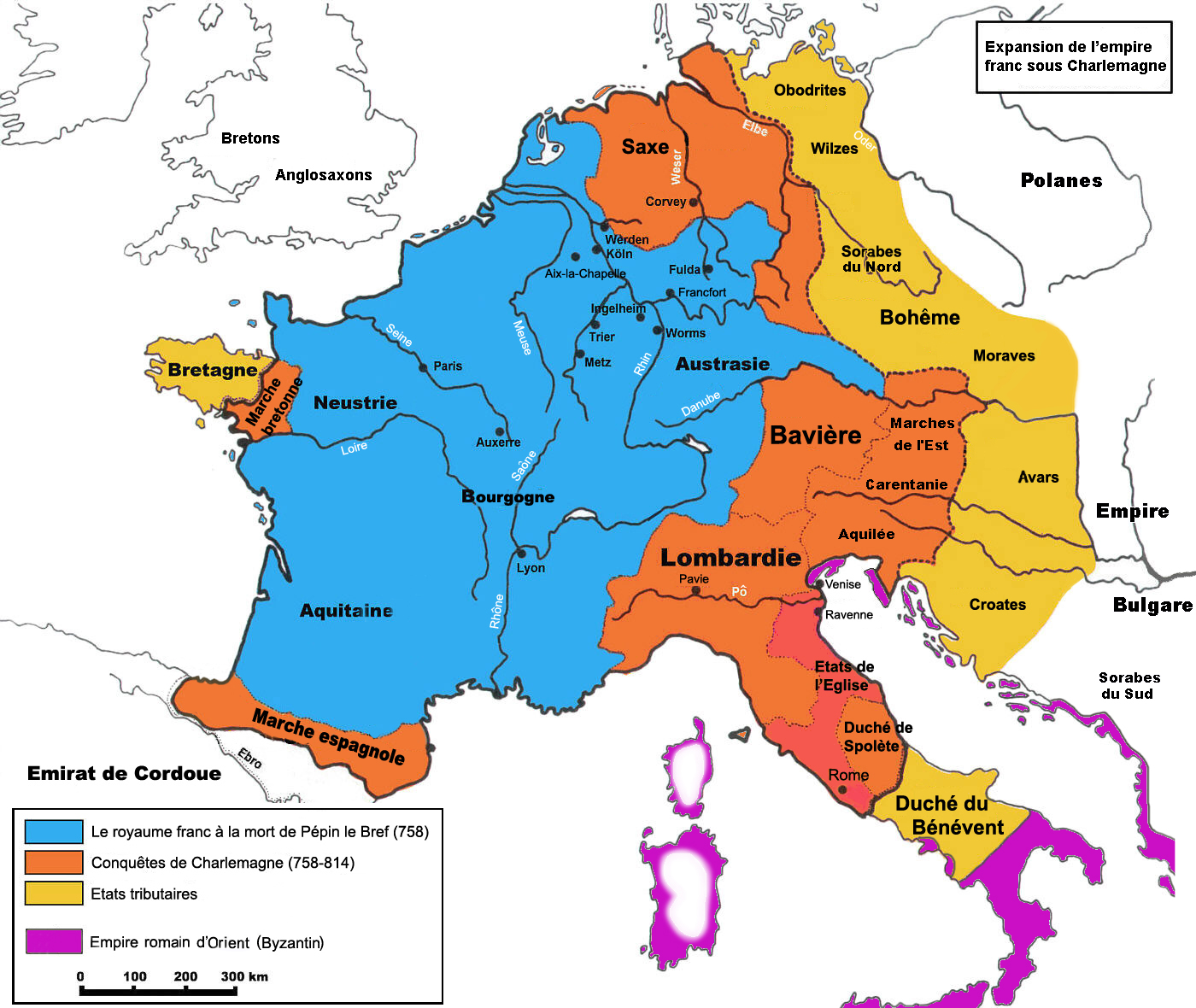
Бретонская марка (рыжий цвет, рядом с Бретанью) во времена Карла Великого.

Бретонская марка (фр. Marche de Bretagne) — марка, созданная в VIII веке для защиты против бретонцев. Марка включала в себя территорию поздних графств Ренн, Нант, Ванн и часть Мэна.

## История

### Предыстория
На территории между Ванном и Блуа, на которой была образована марка, постоянно происходили столкновения между франками и бретонцами. В 1-й половине VI века вождь бриттов Варош I неудачно попытался захватить Ванн. Его внук Варош II в 578 году на берегу реки Вилэн разбил армию франкского короля Хильперика I и захватил Ванн. Позже он не раз нападал на Ренн и Нант. В 590 году он разбил армию, которую послал король Гунтрамн.

### Создание марки
В 753 году Пипин Короткий захватил Ванн и создал марку для своего брата Грифона для защиты своих владений от набегов бретонцев. Марка объединяет графства Нант, Ренн и Ванн, к которым, в зависимости от политических обстоятельств, добавляются графство Анжер и иногда Авранш.
В 778 году преемник Грифона, префект марки Роланд (Хруодланд), гибнет во время похода Карла Великого на басков в Ронсельвальском ущелье. После этого происходит несколько восстаний. В 786 году сенешаль Одульф проводит рейд против бретонцев. В 799 году префект марки Ги по приказу императора Людовика завоевывает Бретань. Но в 801 возникает новое восстание. Между 814 и 818 годом его сменяет сын Ламберт I.

### Ликвидация марки
В 818 году бретонцы в очередной раз восстали и провозгласили своим вождём Морвана, прозванного Lez-Breizh (опора Бретани). В ответ император Людовик I Благочестивый вместе с маркграфом Ламбертом выступил против Морвана, который в результате похода погиб. В 822 году бретонцы провозгласили своим вождём Гвиомарха. В ответ император Людовик организовал новый поход в 824 году. Гвиомарх избежал смерти, принеся клятву верности императору, но в 825 году он был убит. Устав от постоянных восстаний бретонцев, император Людовик в 831 году назначил маркграфом Бретонским одного из представителей местной знати — графа Ванна Номиноэ.
При жизни императора Людовика I Благочестивого Номиноэ хранил ему верность. Но после смерти императора Номиноэ восстал в 843 году. Граф Нанта Рено Эрбожский, назначенный сыном Людовика Карлом II Лысым, попытался напасть на Номиноэ, но погиб в сражении при Блене. Нант при этом был разграблен норманнами Гастинга, нанятыми сыном Ламберта I, Ламбертом II, обиженным на Карла Лысого. В 845 году Номиноэ разбил армию Карла в битве при Баллоне, после чего наступило некоторое затишье.
В 846 году Карл II Лысый назначил новым префектом Бретонской марки графа Нанта Амори. В 849 году бретонцы опять перешли в наступление, а в 851 году захватили Нант и Ренн, после чего вторглись на франкские земли. Однако 7 марта Номиноэ умер около Вандома. Карл, решив воспользоваться смертью вождя бретонцев, опять вторгся в Бретань, но Эриспоэ, сын Номиноэ, разбил армию Карла при Женглане на левом берегу Вилена.
Разгром вынудил Карла II Лысого сесть за стол переговоров и по договору в Анже признать осенью того же года за Бретанью независимость. Эриспоэ стал королём Бретани, а территория Бретонской марки полностью вошла в состав королевства Эриспоэ.

### Нейстрийская Бретонская марка
В 852 году, чтобы создать новую буферную зону для защиты от бретонцев, Карл Лысый образовал новую Бретонскую марку, включающую графства Анжу, Тур и Мэн. Её правителем Карл назначил своего сына Людовика. С 861 года её правитель носил титул маркиз Нейстрии, первым маркизом стал Роберт Сильный. По договорам с королями Эриспоэ и Саломоном Карл был вынужден уступить Бретани Анжу, часть Мэна, Котантен и Авранш. После гибели Роберта Сильного в 866 году часть марки была захвачена норманнами.

## Маркграфы Бретонской марки

### Префекты Бретонской марки
- 753 : Грифон (ум.753), брат Пипина Короткого
- ??? — 778 : Роланд (Хруотланд) (ум.778)
- до 799—814/818 : Ги (ум. 814/818), граф Нанта
- 814/818 — 831 : Ламберт I (ум.836), граф Нанта, герцог Сполето
- 831 — 851 : Номиноэ (ум.851), граф Ванна
- 846 — 849 : Амори, граф Нанта

С 851 года — в составе королевства Бретань.

### Герцоги Мана
- 852—861 : Людовик II Заика (ум.879), позже король Западно-Франкского королевства

### Маркизы Нейстрии (Бретонской марки)
- 861 — 866 : Роберт Сильный (ум.866)
- 866 — 886 : Гуго Аббат (ум.886)
- 886 — 888 : Эд (ум. 898), король франции с 888
- 888 — 922 : Роберт (ум. 923), король Франции с 922, маркиз объединенной Нейстрийской марки с 911
- 922 — 956 : Гуго Великий (ум.956), герцог Франции с 936
- 956 — 987 : Гуго Капет (ум 996), король Франции с 987